# Élysée Logbo
Andy Élysée Logbo (Parigi, 6 maggio 2004) è un calciatore francese, attaccante del Le Havre.

## Caratteristiche tecniche
Logbo è descritto come un centravanti fisicamente forte, bravo a vincere duelli e proteggere la palla, creando molte occasioni da gol e mostrando anche capacità di attaccare la profondità.
Le sue caratteristiche lo hanno portato ad essere paragonato a Romelu Lukaku.

## Carriera

### Club
Nato a Parigi, Andy Élysée Logbo si e unito all'accademia del Le Havre proveniente dal CFFP.
Ha iniziato a segnare con regolarità in Under-19 a partire dalla stagione 2021-2022, dove ha giocato un ruolo chiave nella vittoria contro il Paris Saint-Germain nella Coppa Gambardella. Ha anche fatto il suo debutto con le riserve, nel settembre 2021, durante un pareggio per 0-0 in Championnat National 3 contro il Cherbourg.
Ha firmato il suo primo contratto professionistico nell'estate del 2022, dopo essere stato annunciato come potenziale acquisto dal Liverpool avendo precedentemente visitato il loro centro di allenamento. All'epoca faceva parte di una squadra molto giovane sotto la guida di Luka Elsner, che includeva giocatori del calibro di Steve Ngoura, Simon Ebonog, Yoni Gomis e Antoine Joujou -, che alla fine è andato in competizione per il primo posto in Ligue 2.
Nonostante abbia dovuto affrontare alcuni infortuni durante la stagione 2022-23, ha continuato a giocare per le riserve, segnando il suo primo gol nel febbraio 2023, aprendo le marcature durante una vittoria per 3-0 contro il club che lo aveva visto esordire la stagione precedente.
Logbo ha fatto il suo esordio professionistico con il Le Havre il 22 maggio 2023, entrando come sostituto al posto di Quentin Cornette negli ultimi 20 minuti di una sconfitta per 2-0 contro il Valenciennes, con il club che stava ancora cercando di consolidare il proprio status di leader del campionato.

### Nazionale
Logbo is convocabile sia per la Francia sia per la Costa d'Avorio.

## Statistiche

### Presenze e reti nei club
Statistiche aggiornate al 18 settembre 2023.
| Stagione        | Squadra         | Campionato      | Campionato | Campionato | Coppe nazionali | Coppe nazionali | Coppe nazionali | Coppe continentali | Coppe continentali | Coppe continentali | Altre coppe | Altre coppe | Altre coppe | Totale | Totale | Totale |
| Stagione        | Squadra         | Comp            | Pres       | Reti       | Comp            | Pres            | Reti            | Comp               | Pres               | Reti               | Comp        | Pres        | Reti        | Pres   | Reti   |        |
| --------------- | --------------- | --------------- | ---------- | ---------- | --------------- | --------------- | --------------- | ------------------ | ------------------ | ------------------ | ----------- | ----------- | ----------- | ------ | ------ | ------ |
| 2021-2022       | Le Havre 2      | NAT3            | 4          | 0          |                 | -               | -               |                    | -                  | -                  |             | -           | -           | 4      | 0      |        |
| 2022-2023       | Le Havre 2      | NAT3            | 4          | 1          |                 | -               | -               |                    | -                  | -                  |             | -           | -           | 4      | 1      |        |
| 2022-2023       | Le Havre        | L2              | 2          | 0          | CF              | 1               | 0               |                    | -                  | -                  |             | -           | -           | 2      | 0      |        |
| 2023-2024       | Le Havre        | L1              | 5          | 0          | CF              | 0               | 0               |                    | -                  | -                  |             | -           | -           | 5      | 0      |        |
| Totale carriera | Totale carriera | Totale carriera | 15         | 1          |                 | 0               | 0               |                    | -                  | -                  |             | -           | -           | 15     | 1      |        |

## Palmarès

### Club

#### Competizioni nazionali
- Ligue 2: 1

Le Havre: 2022-2023